# Don't Care What They Think
Don't Care What They Think (en español: No importa lo que piensan) es un EP de género Britpop con influencia del rock alternativo, es el primer EP independiente de la banda de rock colombiana The Mills, lanzada en el año 2007 bajo el sello discográfico Cabeza de Ratón y cuenta con la producción de Luis Charry, guitarrista de la banda The Hall Effect.
La versión extendida contiene su primer sencillo debut del grupo, "Before I Go to Sleep". La totalidad de los temas están compuestas en inglés. Además, "Before I Go to Sleep" fue incluido en el primer álbum debut de la banda Babel.

## Lista de canciones
1. "Before I Go to Sleep"
2. "Empty Glass"
3. "If"
4. "Heal My Love"
5. "Tonight" (A Beautiful Nightmare)
6. "Signs"